# Obstweinschänke Louis Winkelmann

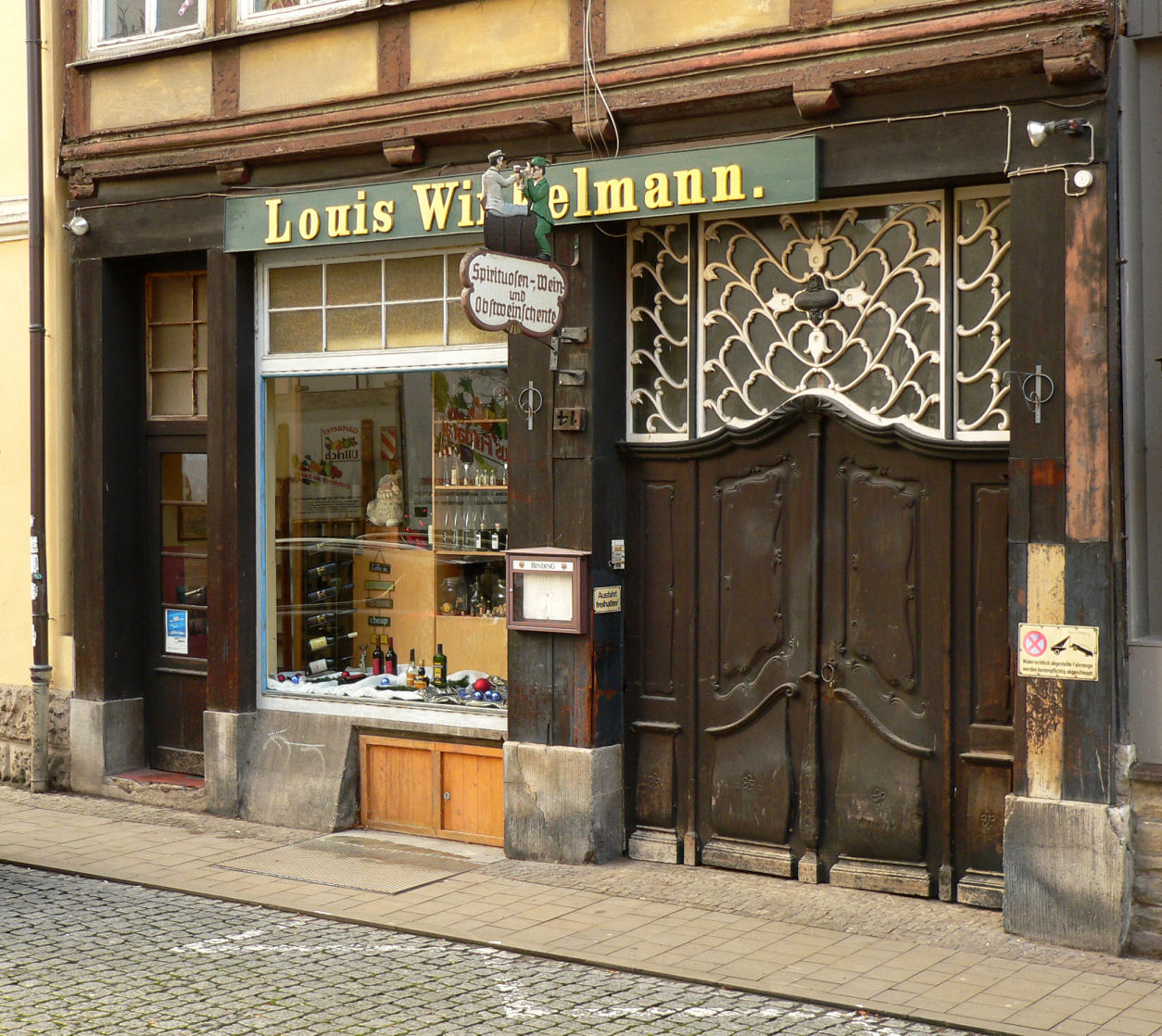
Obstweinschänke Louis Winkelmann

Die Obstweinschänke Louis Winkelmann, abgekürzt als LouWi bezeichnet, ist eine traditionsreiche Weinstube mit Verkaufsladen in Hann. Münden in Südniedersachsen. Sie ging aus einer seit 1853 produzierenden Destille hervor und besteht unter diesem Namen etwa seit den 1870er-Jahren. Spezialität ist Obstwein aus Unterrieden bzw. Waldeck.

## Beschreibung

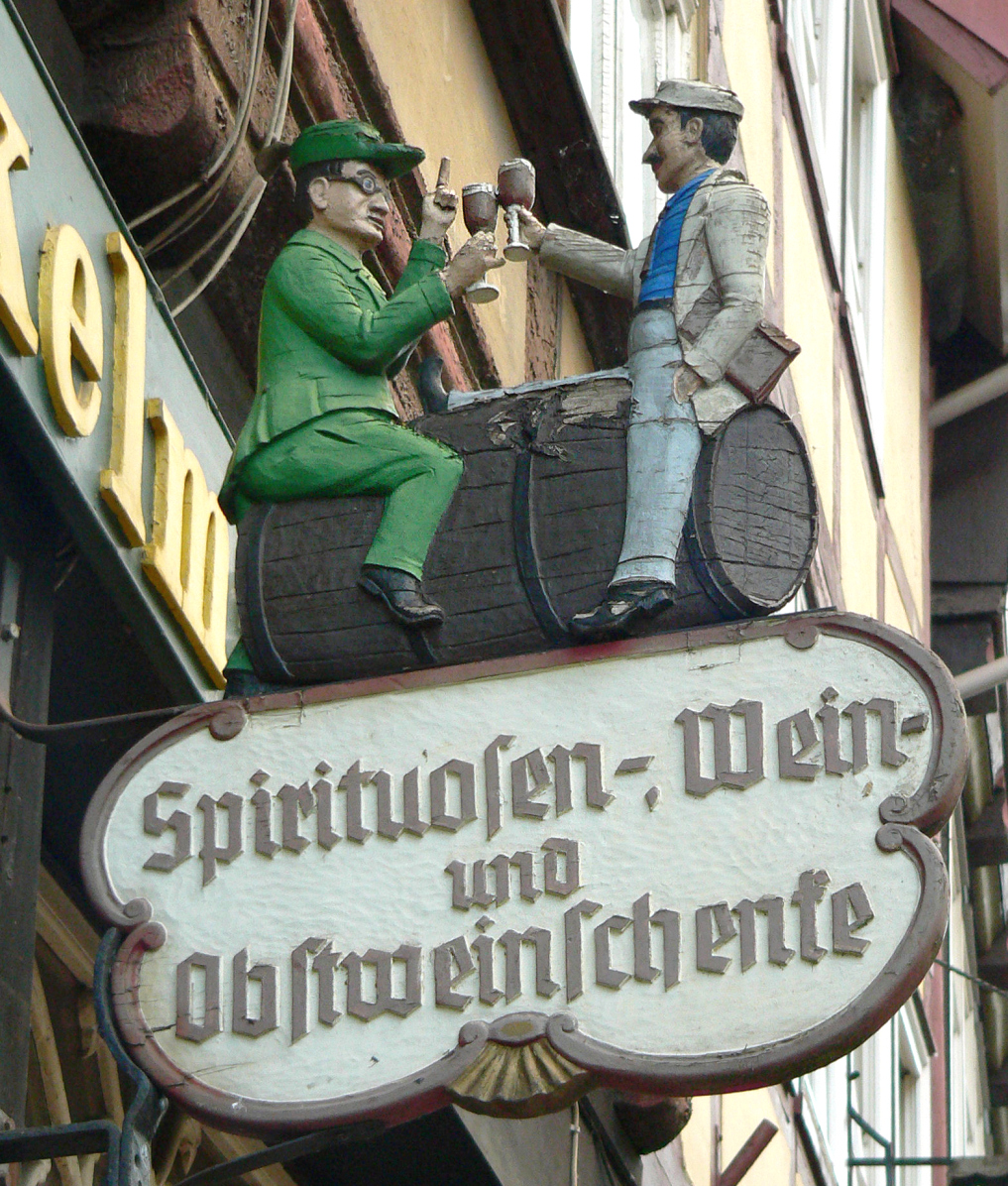
Zunftzeichen an der Weinstube

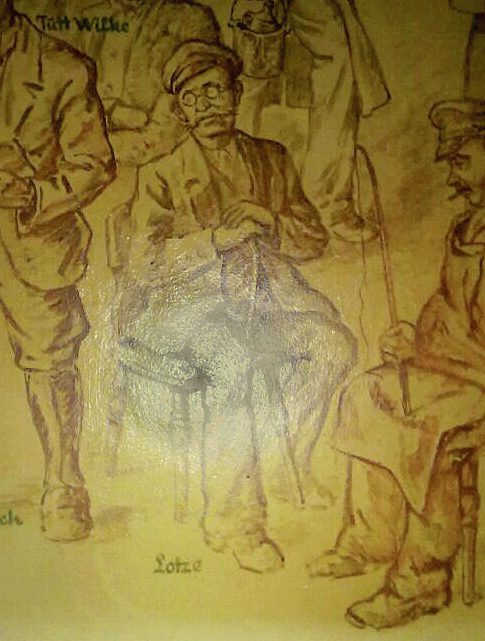
Wandmalerei mit Wilhelm Lotze in der Obstweinschänke Louis Winkelmann

Die Weinstube geht auf den Destillateur Friedrich Diesenberg zurück, der ab 1853 Spirituosen in der Stadt herstellte. Das Unternehmen wird im Firmenkataster des Ortes 1867 als „Diesenberg Liqueurfabrik“ aufgeführt. Die Tochter des Destillateurs Marie Diesenberg heiratete 1877 den Schiffer Louis Winkelmann, dessen Name die Weinstube noch heute (2016) trägt. Anfangs wurden selbsthergestellte Produkte wie Spirituosen, Obstweine, Essig und Limonaden verkauft. Hinter dem Laden wurde eine Weinstube eingerichtet, in der Kunden Getränke verköstigen konnten. Im Jahr 1897 erhielt das Ladengeschäft ein Schaufenster. 1936 wurde die Haustür zu einer Toreinfahrt erweitert. Seit 1950 gibt es in der Weinstube Wandmalereien mit „Mündener Originalen“, darunter Wilhelm Lotze. Von den 1950er bis in die 1990er Jahre nutzte die Weinstube das nahe gelegene Gebäude der Mündener Destille als Wein- und Spirituosenlager.

## Weingeschichte in Hann. Münden
Weinhandel und Weinbau haben eine lange Tradition in Hann. Münden. Seit dem Mittelalter kam Wein durch den Warentransport auf den Flüssen Fulda, Werra und Weser in Verbindung mit dem Mündener Stapelrecht in die Stadt. 
Städtischer Weinanbau fand ab dem 15. Jahrhundert auf gerodeten Waldflächen um Münden statt, was Einnahmeverzeichnisse der Stadt belegen. Die Weinberge lagen auf dem Galgenberg und im Vogelsang sowie am Blümer Berg. Ebenso wurde am steilen Südhang des Questenbergs Weinbau betrieben, bei dem ein Wein mit der Bezeichnung Questenberger erzeugt wurde. Erstmals urkundlich wird er im Jahr 1390 als bemerkenswert guter Wein erwähnt. Aus dem Jahr 1545 liegt eine Beschreibung vor, in der der 1540er Jahrgang des Questenberger vom herzoglichen Weinberg an der „Sonnenseite des Questenbergs“ als „so vortrefflich“ bezeichnet wird, dass man ihn ausländischen Weinen vorzog. Er stand auf der Speiseliste zur Hochzeit von Herzog Erich II. und Sidonie von Sachsen 1545 im Welfenschloss Münden. Unterhalb des Questenbergs waren um das Jahr 1900 einige Weinhändler ansässig.
Neben der Weinschänke Louis Winkelmann gab es weitere Weinstuben, wie die seit etwa 1870 bestehende Schillingsche Weinstube und die Altdeutsche Weinstube, beide am Marktplatz.